# 埃拉·尼尔松 (1966年)
埃拉·尼尔松（瑞典語：Eila Nilsson，1966年11月20日—2022年9月19日），生于努舍市镇，瑞典女子游泳运动员。她曾代表瑞典参加1996年夏季残疾人奥林匹克运动会游泳比赛，获得二枚金牌。